# Mono, Ontario
Mono är en kommun (town) i Kanada.   Den ligger i provinsen Ontario, i den sydöstra delen av landet, 400 km väster om huvudstaden Ottawa. Mono ligger 427 meter över havet och antalet invånare är 7 546.